# Chaos;Head
Chaos;Head (カオス;ヘッド?) è una visual novel creata nel 2008 dalla Nitroplus, da cui nello stesso anno sono stati tratti un anime prodotto da Madhouse e una miniserie manga di due volumi edita da Media Factory. Si tratta del primo titolo della serie Science Adventure, Chaos;Head è una storia di illusioni, omicidi e mistero, con forti elementi gore, psicologici e fantascientifici.

## Trama
Nishijou Takumi è un giovane ragazzo che non riesce a distinguere la realtà dall'illusione, e che crede di essere perseguitato dall'esecutore materiale di una serie di efferati omicidi. La sua ricerca lo porta a Shibuya e nei suoi dintorni e nel territorio di Tokyo le sue avventure lo porteranno ad entrare in contatto con vari temi scientifici, quali il concetto di materia ed antimateria, ed il mare di Dirac. Attorno a lui ruotano vari personaggi tra cui Sakihata Rimì, ragazza nei confronti della quale inizialmente proverà terrore, in quanto la ritiene un'assassina, ma che con l'evolversi della storia diventerà per lui la persona che gli dona la "pace" e per la quale comincerà a nutrire un sentimento profondo.

## Episodi
| Nº | Titolo italiano Giapponese 「Kanji」 - Rōmaji | In onda          | In onda |
| Nº | Titolo italiano Giapponese 「Kanji」 - Rōmaji | Giapponese       |         |
| 1  | Boot Up 「起動」 - Kidō                       | 9 ottobre 2008   |         |
| 2  | Ego 「自我」 - Jiga                           | 16 ottobre 2008  |         |
| 3  | Contact 「接触」 - Sesshoku                   | 23 ottobre 2008  |         |
| 4  | Commencing 「初動」 - Shodō                   | 30 ottobre 2008  |         |
| 5  | Guidance 「導き」 - Michibiki                 | 6 novembre 2008  |         |
| 6  | Embracement 「抱擁」 - Hōyō                   | 13 novembre 2008 |         |
| 7  | Realization 「自覚」 - Jikaku                 | 20 novembre 2008 |         |
| 8  | Linkage 「連動」 - Rendō                      | 27 novembre 2008 |         |
| 9  | Rejection 「拒絶」 - Kyozetsu                 | 4 dicembre 2008  |         |
| 10 | Purification 「洗礼」 - Senrei                | 11 dicembre 2008 |         |
| 11 | Independence 「自立」 - Jiritsu               | 18 dicembre 2008 |         |
| 12 | Mission 「使命」 - Shimei                     | 25 dicembre 2008 |         |

## Media

### Manga
Nel 2008 la Media Factory ha pubblicato  un adattamento a fumetti dell'anime ispirato alla visual novel dal titolo Chaos; Head: Blue Complex, disegnato da Nagako Sakaki e pubblicato in Italia nel 2012 in due volumi tankōbon da GP Manga. Pur riprendendo la stessa trama e gli eventi descritti sia nel video game che nel cartone, nel fumetto il protagonista non é Takumi Nishijou  (che comunque appare nella storia come personaggio comprimario), bensì Sena Aoi, personaggio femminile secondario del gioco presente anche nell'anime. Nonostante tale differenza, il manga non costituisce in alcun modo  uno spin-off o un racconto a sé stante dell'universo videoludico creato dalla Nitroplus in quanto la storia raccontata è la stessa, però incentrata su un personaggio differente dall'originale.

## Doppiaggio
- Eri Kitamura: Rimi Sakihata
- Hiroyuki Yoshino: Takumi Nishijo
- Ayumi Tsuji: Kozue Orihara
- Chiaki Takahashi: Yua Kusunoki, Mia Kusunoki
- Hitomi Nabatame: Sena Aoi
- Kenta Miyake: Gen'ichi Norose
- Ui Miyazaki: Nanami Nishijo
- Yui Sakakibara: Ayase Kishimoto
- Akane Tomonaga: Orujeru Seira
- Akemi Obata: Kozue's mother
- Ishida Akira: Fumio Takashina
- Azumi Asakura: Girl A
- Daisuke Ono: Daisuke Misumi
- Kaoru Akiyama: Friend A
- Kazuya Ichijou: Yasuji Ban
- Kei Shindou: Friend B
- Kenji Hamada: Issei Hatano
- Kujira: Katsuko Momose
- Makoto Yasumura: Mamoru Suwa
- Mitsuru Ogata: Yuudai Kuramochi
- Naomi Kusumi: Kouzou Inohana
- Noriko Aoki: Shino Hazuki
- Ryoko Sugizaki: Girl
- Tsubasa Yonaga: Shogun